# Mike Mabry
Mike Mabry (26 de abril de 1980 en Houston, Texas) es un jugador profesional de fútbol americano que juega en la posición de center para Sacramento Mountain Lions de la United Football League. Fue seleccionado por Baltimore Ravens en la séptima ronda del Draft de la NFL de 2003. Jugó de colegial en Central Florida.
También jugó para Cincinnati Bengals, Atlanta Falcons y Cleveland Browns en la NFL, Cologne Centurions en la NFL Europa, Philadelphia Soul en la AFL y California Redwoods.

## Estadísticas UFL
|           |        | Defensa |     |     |     |     |    |
| Temporada | Equipo | Tkl     | Ast | Tot | Sck | Yds | FF |
| 2010      | SML    | 0       | 1   | 0.5 | 0   | 0   | 0  |